# Міжнародний день тигра
Міжнародний день тигра — щорічне свято, що проводиться щороку 29 липня. Воно було започатковане в 2010 році на Санкт-Петербурзькому саміті тигрів.
Метою цього дня є просування глобальної системи захисту природних середовищ існування тигрів та підвищення рівня обізнаності та підтримки з питань збереження тигрів.

## Святкування за роками

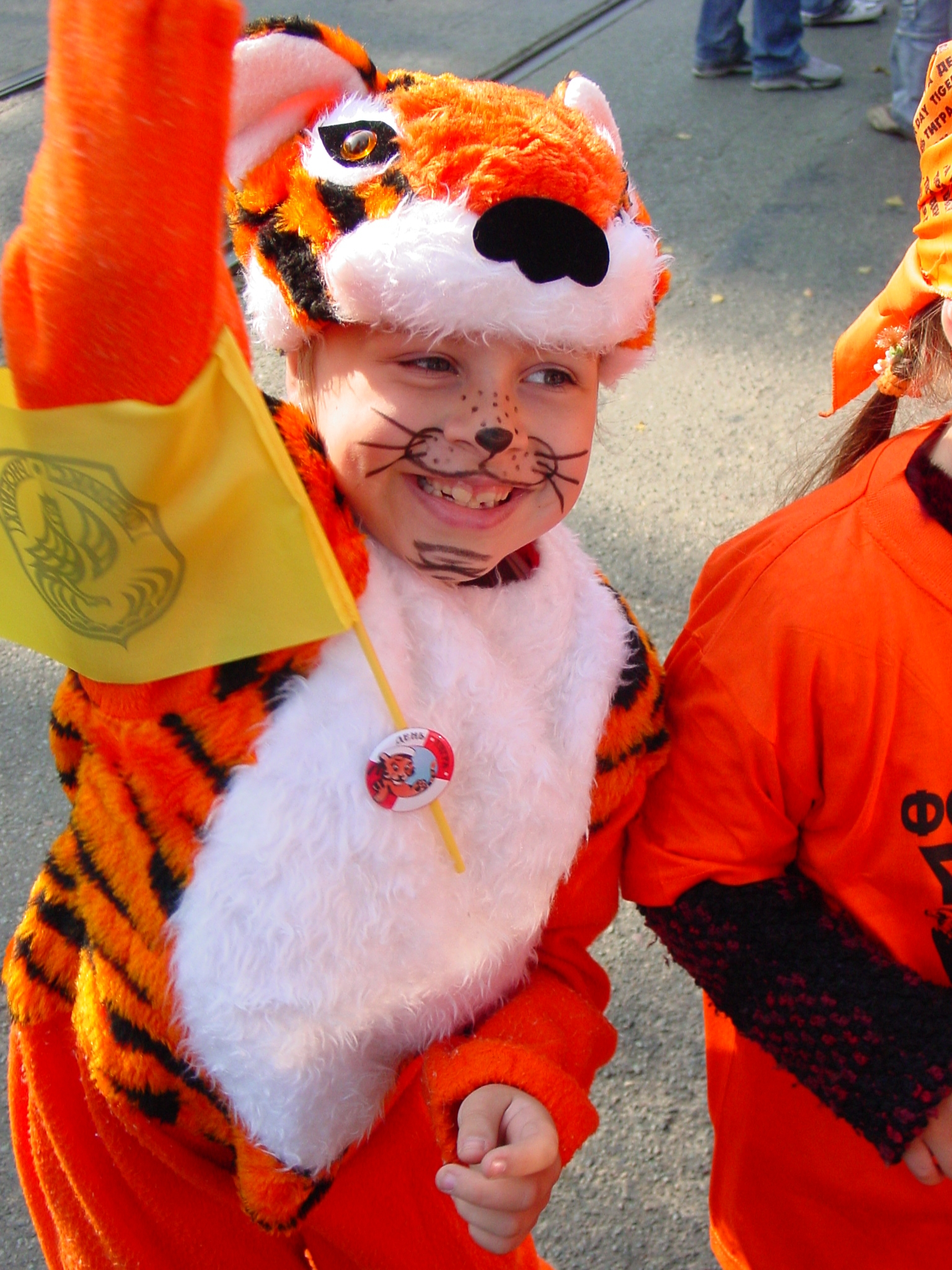
Святкування Дня тигра у Владивостоці, 2006 рік.

### 2017 рік
Сьомий щорічний Всесвітній день тигра відзначався по-різному в усьому світі. 
Місцеві заходи були організовані в Бангладеші, Непалі та Індії, а також у країнах не тигрового ареалу, таких як Англія та США.
Деякі знаменитості також брали участь, видаляючи свої фотографії профілю в соціальних мережах.
WWF продовжував просувати кампанію «Подвійні тигри», інвестуючи в рейнджерів. Кілька компаній співпрацювали з WWF, щоб допомогти підвищити зацікавленість суспільства.

### 2018 рік
Спостерігається більше інформованості в цілому світі про популяції тигрів та з'являються нові виклики для їхніх природоохоронців.

## Статистика
Індія підраховує кількість диких тигрів кожні чотири роки і отримана статистика показала зростання з 1411 в 2006 році до 2226 особин в 2014 р Тенденція до зростання популяції тигрів в Індії така:
| Рік  | Кількість особин |
| ---- | ---------------- |
| 2006 | 1411             |
| 2010 | 1706             |
| 2014 | 2226             |
| 2019 | 2967             |

В Індії проживають 75% загальної кількості тигрів на Землі.  [Архівовано 12 вересня 2020 у Wayback Machine.]